# Шнірельман Віктор Олександрович
Віктор Олександрович Шнірельман — радянський і російський археолог, етнолог і антрополог, автор ряду робіт етно-політологічної тематики. Доктор історичних наук, головний науковий працівник Інституту етнології та антропології РАН.

## Біографія
Народився 18 травня 1949 року в Москві. Закінчив в 1971 році Московський державний університет (кафедра археології). У 1977 році захистив кандидатську дисертацію в Інституті етнографії АН СРСР по темі виникнення скотарства.
З 1972 року працює в Інституті етнографії Академії наук СРСР (сьогодні Інститут етнології та антропології Російської академії наук ім. Миклухо-Маклая).
У 1990 році захистив докторську дисертацію «Виникнення виробничого господарства» — в Інституті етнології і антропології РАН.
З дев'яностих років також викладає в кількох навчальних закладах, включно з Російським державним гуманітарним університетом. У період з 1993 по 1996 рік брав участь у роботі різних міжнародних наукових центрів. Член Європейської Академії.
Опублікував понад 300 робіт, зокрема понад 20 монографій з археології та лінгвоархеології, історії первісного суспільства, соціокультурної антропології, сучасної етнополітики. Останнім часом спеціалізується у вивченні «історії образів історії» етнонаціоналістичних ідеологій в Росії і СНД, етнічності та соціальної пам'яті, ідеології націоналізму та міжетнічних конфліктів. Цьому була присвячена його доповідь на Вікі-конференції 2012 — Пастки історичної пам'яті: етнонаціоналізм і проблеми минулого.
Нагороджений медаллю М. І. Вавилова за внесок у розвиток вчення про осередки становлення землеробства.

## Основна бібліографія
Як автор :
- Хозарський міф: ідеологія політичного радикалізму в Росії та її витоки. — М .: Мости культури-Гешарим, 2012. 312 с., Іл.
- Походження скотарства: культурно-історична проблема. Вид. 2-е доп. — М .: Книжковий будинок ЛИБРОКОМ, 2012. 338 с.
- Виникнення виробничого господарства (осередки найдавнішого землеробства). Вид. 2-е доп. — М .: Книжковий будинок ЛИБРОКОМ, 2012. 448 с.
- Російське рідновір'я: неоязичництво і націоналізм в сучасній Росії. — М .: ББИ, 2012. XIV + 302 с.
- «Поріг толерантності»: Ідеологія і практика нового расизму. — М .: НЛО, 2011. Т. 1. 552 с., Т. 2. 856 с.
- Націоналізм у світовій історії / під ред. В. О. Тишкова та В. О. Шнірельмана. — М .: Наука, 2007. 604 с.
- Бути аланами. Інтелектуали і політика на Північному Кавказі в XX столітті / Ред. серії І. Калінін. — Інститут етнології та антропології імені М. М. Миклухо-Маклая РАН. — М .: «Нова літературна освіта», 2006. — 696 с. — 1500 екз. — ISBN 5-86793-406-3.
- Нариси сучасного расизму. — Петрозаводськ: Скандинавія, 2006. — 64 с.
- Інтелектуальні лабіринти. Нариси ідеологій в сучасній Росії. — М .: Academia, 2004. 480 с.

Як відповідальний редактор :
- Націоналізм у світовій історії. М .: Наука, 2007. 604 стр. (Спільно з В. О. Тишковим)
- Фальсифікація історичних джерел і конструювання етнократичних міфів. М .: ІА РАН, 2011. 382 стр. (Спільно з А. Е. Петровим)